# Coaldale (Nevada)
Coaldale é uma cidade fantasma localizada no estado americano de Nevada, no condado de Esmeralda.

## História
Coaldale deve o seu nome aos depósitos de carvão, descobertos na década de 1880.
O curioso desta localidade, é que foi habitado (apesar do abandono das minas de carvão) e tinha vários negócios até finais de 1993. A localidade tinha estação de serviço, restaurante e motel, mas a partir de então, tudo está abandonado, nascendo mais uma cidade fantasma, nos Estados Unidos. Na Internet, existem blogues e vídeos falando sobre esta cidade abandonada.
A estação de serviço encerrou porque a EPA (Agência de Proteção Ambiental dos Estados Unidos) fez ali testes e descobriu  que os tanques de gasolina estavam gotejando e havia o perigo de explosão. O proprietário não demonstrou interesse em solucionar o problema e decidiu encerrar a estação de serviço. Pouco tempo depois, o motel e o restaurante fecharam, visto que a estação de serviço era a principal razão para uma paragem na localidade. Entre 2008 e 2009 um fogo destruiu o restaurante. Existem vários blogues e vídeos na Internet falando do abandono da cidade.
A cidade fantasma também já serviu de cenário para o filme "The Stranger" de 1995, dirigido por Fritz Kiersch e estrelado pela atriz Kathy Long, que interpretou o papel de uma motociclista que percorre as ruas de uma cidade, matando integrantes de uma gangue de criminosos.
Em 2006, a cidade de Coaldale foi posta à venda por um antigo dono. O preço oferecido era de US$ 70 mil dólares, não se sabe se alguém a comprou.